# MV Sirius Star
MV Sirius Star je VLCC supertanker savdskega podjetja Vela International Marine.. Ladja je dolga 330 metrov in ima kapaciteto 2,2 milijona sodčkov (350000 m3)nafte. Supertanker ima za večjo varnost dvojni trup. Zgrajen je bila leta 2008 v južnkorejski ladjedelnici Daewoo Shipbuilding & Marine Engineering in pluje pod Liberijsko zastavo.
Savdski ladjar Vela (podružnica podjetja Saudi Aramco) ima v lasti 24 tankerjev (19 od njih VLCC) in je tako en izmed največjih tankerskih operaterjev na svetu. 
15. novembra 2008 so ladjo s posadko ugrabili Somalski pirati. Ko so dobili $3 milijonov izplačila so ladjo izpustili.